# リヴジー (小惑星)
リヴジー (7170 Livesey) は、小惑星帯にある小惑星。ロバート・マックノートがオーストラリアのサイディング・スプリング天文台で発見した。
オーロラの観測プログラムなどで中心的役割を果たし、スコットランドのアマチュア天文学に大きな影響を与えたロン・リヴジーに因んで名付けられた。